# 3回路スイッチ

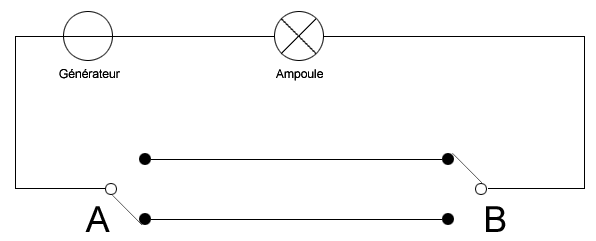
三点スイッチ。この場合は、照明は、ついていない。仮に、この接続状態を「パターン1」とする

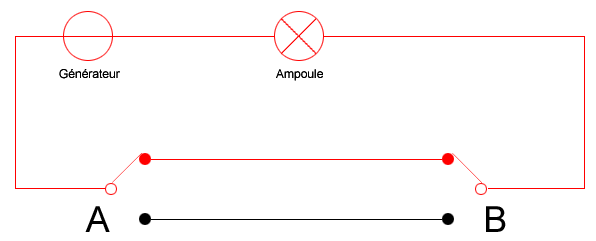
三点スイッチ。（パターン2）

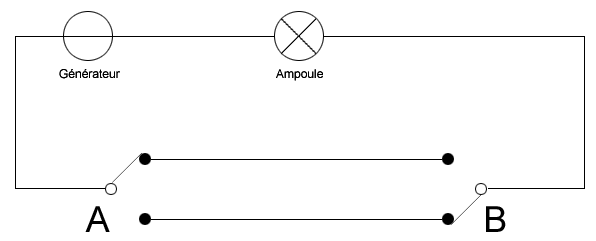
三点スイッチ。（パターン3）

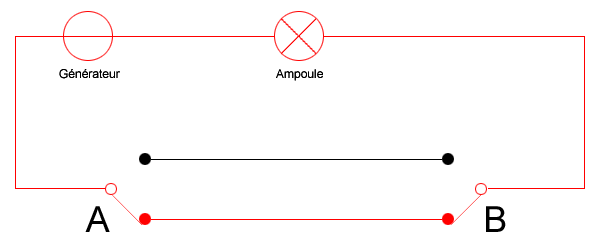
三点スイッチ。（パターン 4-1）

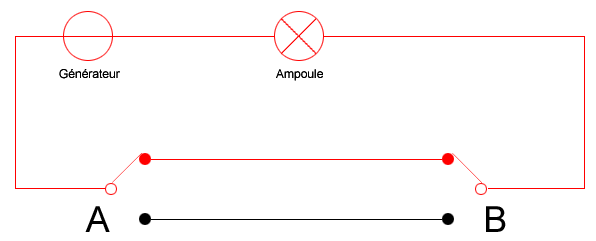
三点スイッチ。（パターン 4-2）

3回路スイッチ（さんかいろスイッチ、英：Three-way switching）とは、2箇所のスイッチで、ひとつの同じ電気部品のオン・オフの切り替えが共有できる、2個の切り替えスイッチのことである。三路回路（さんろかいろ）や三点スイッチ、3路スイッチなどとも言う。
たとえば、階段の照明のスイッチなどに使われることが多い。階段の照明スイッチに使われる場合は、階段の上り始めと、上り終わりにある照明のスイッチの仕組みが、3回路スイッチであることが多い。以下では、階段の照明を例にして説明するが、3回路スイッチの応用は、べつに階段のスイッチでなくても良いし、照明の用途でなくても良い。抽象化すると、ブール論理的には排他的論理和（ないしその反転）となっている。
3回路スイッチのしくみは、以下のような仕組みである。階段の照明のスイッチを例として、考える。
パターン1
AとBが、照明のスイッチ部分である。説明の都合のため、Aを階段の下側のスイッチとする。Bを階段の上側のスイッチとする。
スイッチAの接続先の配線には2通りの道があるが、どちらに接続してもスイッチは、その状態で安定である。スイッチBも同様に、2通りの道のどちらに接続しても、スイッチBは安定する。
下の図のような接続の電灯回路の場合、A地点とB地点とは接続されていないので、照明はつかない。回路の状態を区別するため、便宜的に「状態1」と名付ける。

パターン2　
パターン1の状態から、スイッチAを切り替えた場合、上の図のようにAとBとが、あいだにある道により、ひとつの回路としてつながるので、電灯がつく。この回路を階段の照明と見た場合は、たとえばA地点を階段の下側とすれば、階段の下側にいる使用者が、階段の照明を付けたことに相当する。

パターン3　
使用者が、階段をのぼり終わって、階段上側にあるスイッチBを切り替えることで、下の図のように回路の接続が絶たれるので、照明は消える。

パターン4
パターン 4-1
パターン3の状態のあと、階の下から、べつの使用者が登ってくる場合、Aを切り替えるので、下の図のように接続になり、回路がつながり、照明がつく。

パターン 4-2
パターン3の状態のあと、階の上から、使用者がおりてくる場合、Bを切り替えるので、下の図のように接続になり、回路がつく。

パターン4-1とパターン4-2のどちらにせよ、使用者は、スイッチを切り替えるたびに、照明のオン・オフが切り替わる。